# Vicki Gardiner
Vicki Gardiner BSc (Hons) PhD GradCertMang FRACI CChem CompIEAust es la actual directora general de la División de Ingenieros de Tasmania en Australia.

## Educación
Tras graduarse con un BSc (Hons), Gardiner realizó su doctorado en Química Sintética en la Universidad de Monash desde 1994-1997. En 2005, también obtuvo un Certificado de Posgrado en Administración, especializándose en Gestión de Proyectos, de la Universidad de Nueva Inglaterra.

## Carrera
Después de graduarse con un doctorado de la Universidad de Monash, Gardiner obtuvo puestos de posdoctorado tanto en la Universidad de Southampton como en la Universidad de Nueva Gales del Sur. Desde el 2000 hasta el 2004, Gardiner fue miembro postdoctoral del Consejo de Investigación Australiano (ARC) y profesora en la Universidad de Tasmania.
Luego de su tiempo en el mundo académico, Gardiner se mudó a la industria y obtuvo un puesto como Gerente de Servicio al Cliente en AusIndustry (Departamento de Innovación, Industria, Ciencia e Investigación). Su capacidad en este rol incluía promover la innovación en el desarrollo de nuevos productos, procesos y servicios. Con tres años de experiencia en este campo, Gardiner luego se pasó a la empresa de biotecnología Marinova. Como gerente de operaciones en Marinova, participó en actividades de investigación y desarrollo, gestión de la cadena de suministro y diversas áreas de desarrollo de negocios.
En 2013, Engineers Australia anunció que Gardiner había aceptado un puesto como nueva Gerente General de su División de Tasmania, donde aún trabaja actualmente.

## Proyectos
Durante el período 2010-2011, Gardiner asumió el papel de Coordinadora del Año Internacional de la Química del Royal Australian Chemical Institute, supervisando las actividades del Instituto que se centraban en el papel de la química en la vida cotidiana de las personas. El evento involucró una exposición itinerante centrada en arte-encuentra-química y se presentó en los Premios de Ciencia del Primer Ministro de 2011. Como parte del programa de la Semana Nacional de la Ciencia 2011, Gardiner es coautora del libro de recursos educativos titulado React to Chemistry.

## Organizaciones
Ha contribuido a las siguientes organizaciones, en los siguientes roles:
- Miembro de la Junta, así como Hon. Secretario General del Royal Australian Chemical Institute (2007-2011).
- Miembro del Comité Nacional de Química de la Academia Australiana de Ciencias (2011-2013).
- Miembro del Consejo Asesor de la Agencia de Aprobación de Proyectos Mayores de Tasmania (2014).

## Premios
Fue elegida Companion of Engineers Australia'  en 2013, miembro del Royal Australian Chemical Institute, y recibió la Medalla Murphy RK 2012 otorgada por el Royal Australian Chemical Institute.